# Carlos Hofmeister
Carlos Hofmeister, född 15 september 1909, död 10 juni 1974, var en argentinsk friidrottare. Han deltog vid olympiska sommarspelen 1932 och olympiska sommarspelen 1936.